# Баташов, Виктор Борисович
Виктор Борисович Баташёв (род. 7 июня 1937, Раменское, Московская область) — советский и российский тромбонист и музыкальный педагог, солист Большого симфонического оркестра имени П. И. Чайковского, преподаватель Московской консерватории, заслуженный артист РСФСР (1981).

## Биография
Окончил музыкальное училище при Московской консерватории в 1956 году, а затем Московскую консерваторию (1960).
Ученик Владимира Щербинина.
С 1958 года — солист Симфонического оркестра Всесоюзного радио и Центрального телевидения, также стал первым российским победителем Женевского конкурса исполнителей.
В 1962 году — Лауреат (III премия) международного фестиваля Пражская весна.
С 1963 года преподаёт на кафедре духовых и ударных инструментов Московской консерватории, с 1995 года — профессор.
Заслуженный артист РСФСР (1981).
Среди учеников заслуженный артист РФ Виталий Киселёв, заслуженный артист РФ доцент Нижегородской консерватории А. Павлов, лауреат международных конкурсов Дмитрий Толпегов, солист оркестра ГАБТ А. Жиганков, артист оркестра под управлением П. Л. Когана К. Александров, солист БСО Д. Шаров и другие.
Среди записей — концерт для тромбона и духового оркестра Николая Римского-Корсакова.